# Opiliones
Gli Opilioni (Opiliones - Sundevall, 1833) sono un ordine appartenente alla classe degli Aracnidi (Arachnida).
Per quanto siano molto simili per aspetto e caratteristiche, gli opilioni non sono ragni (un altro ordine, Araneae).
Le specie di opilioni scoperte in tutto il mondo sono circa 6.650 secondo i dati raccolti ad Aprile 2017, ma si ipotizza che il numero reale delle specie esistenti possa superare le 10.000.

## Descrizione e caratteristiche

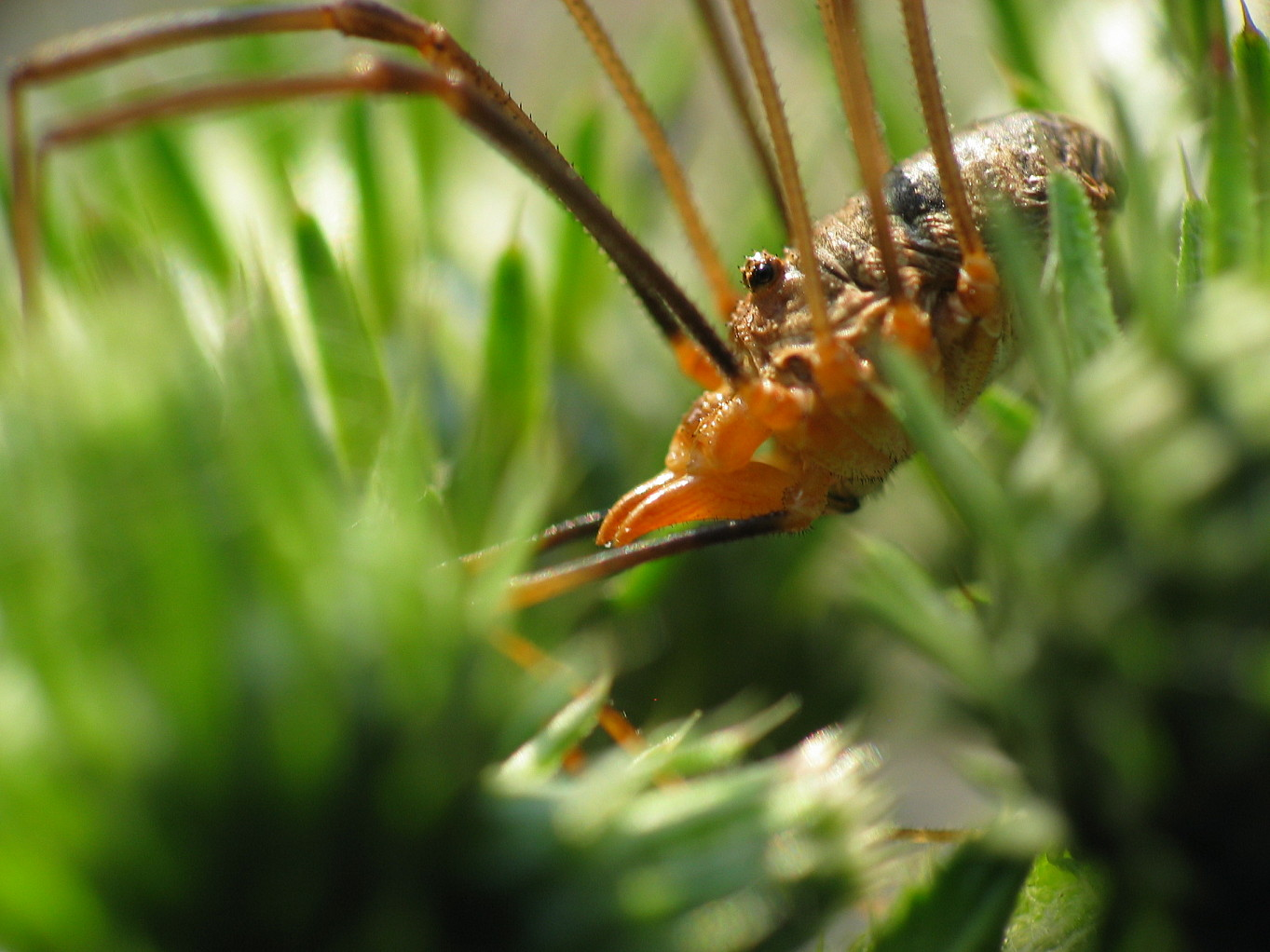
Dettaglio di un esemplare su un fiore

Questi aracnidi sono noti per le loro zampe eccezionalmente lunghe, rispetto alle dimensioni del corpo, anche se ci sono specie con gambe corte. La differenza tra gli opilionidi e i ragni è che negli opilionidi le due sezioni principali del corpo (il cefalotorace e l'opistosoma) sono sostanzialmente unite in una struttura a forma ovale. Inoltre non dispongono di ghiandole della seta o velenifere.
Nella specie più avanzate, i primi cinque segmenti addominali sono spesso fusi in uno scudo dorsale chiamato scutum, che normalmente è fuso con il carapace. A volte questo scudo è presente solo nei maschi. I due segmenti addominali posteriori possono essere ridotti o separati al centro a formare due piastre poste una accanto all'altra. Il secondo paio di zampe è più lungo rispetto agli altri e sono utilizzate anche come antenne. Questo particolare può essere difficilmente osservabile nelle specie a zampe corte.
L'apparato di alimentazione (stomotheca) differisce dagli altri aracnidi: l'assunzione di cibo non si limita ai liquidi, ma può prevedere anche l'assunzione di cibi solidi.
Essi hanno una sola coppia di occhi al centro della testa, orientati lateralmente. Tuttavia ci sono specie senza occhi, come la specie brasiliana Caecobunus termitarum (Grassatores), la specie Giupponia chagasi (Gonyleptidae) e tutte le specie di Guasiniidae. Di fianco agli occhi sono poste delle ghiandole che secernono sostanze odorose utilizzate come difesa.
La lunghezza del corpo di solito non supera i 7 millimetri, con alcune specie più piccole di un millimetro, anche se la più grande, la specie Trogulus torosus, (Trogulidae) può raggiungere una lunghezza di 22 millimetri. Tuttavia la lunghezza eccezionale delle zampe può portarli a superare i 160 millimetri. La maggior parte delle specie vive per circa un anno. Se vengono catturati, tendono a fuggire staccandosi dagli arti imprigionati che continuano a muoversi sempre più lentamente per circa mezz'ora.

## Tassonomia
L'ordine degli opilioni può essere suddiviso in quattro sottordini: Cyphophthalmi, Eupnoi, Dyspnoi e Laniatores. Alcuni fossili ben conservati, trovati in Scozia, nel deposito sedimentario di Rhynie chert, vecchio di 400 milioni di anni, sembrano sorprendentemente moderni, il che indica che la struttura di base degli opilionidi non è cambiata molto da allora.
La posizione nell'albero filogenetico è ancora oggetto di studio: i loro parenti più stretti potrebbero essere gli acari (Acarina) o i Novogenuata (scorpioni, pseudoscorpioni e Solifugae).
L'ordine degli Opiliones comprende le seguenti famiglie:
- Agoristenidae
- Assamiidae
- Biantidae
- Caddidae
- Ceratolasmatidae
- Cladonychiidae
- Cosmetidae
- Cranaidae
- Dicranolasmatidae
- Epedanidae
- Escadabiidae
- Fissiphalliidae
- Gonyleptidae
- Guasiniidae
- Icaleptidae
- Ischyropsalididae
- Manaosbiidae
- Minuidae
- Monoscutidae
- Nemastomatidae
- Nemastomoididae †
- Neogoveidae
- Neopilionidae
- Nipponopsalididae
- Ogoveidae
- Oncopodidae
- Pentanychidae
- Pettalidae
- Phalangiidae
- Phalangodidae
- Podoctidae
- Sabaconidae
- Samoidae
- Sclerosomatidae
- Sironidae
- Stygnidae
- Stygnommatidae
- Stygnopsidae
- Stylocellidae
- Synthetonychiidae
- Travuniidae
- Triaenonychidae
- Trionyxellidae
- Troglosironidae
- Trogulidae
- Zalmoxidae